# Home Team
Home Team is een Amerikaanse komische sportfilm uit 2022, geregisseerd door Charles en Daniel Kinnane.  De film is gebaseerd op een waargebeurd verhaal van een geschorste NFL-coach die hoopt weer contact met zijn zoon te krijgen door zijn ongelukkige American football-jeugdteam te coachen.

## Verhaal
Drie jaar nadat de New Orleans Saints de Super Bowl XLIV wonnen, werd hoofdcoach Sean Payton voor een jaar uit de NFL geschorst vanwege zijn betrokkenheid bij het Bountygate-scandal (premieschandaal). Hij keert terug naar zijn geboorteplaats en maakt opnieuw contact met zijn 12-jarige zoon door zijn universiteits-footballteam te coachen bij Liberty Christian in Argyle, Texas.

## Rolverdeling
| Acteur          | Personage       |
| --------------- | --------------- |
| Kevin James     | Sean Payton     |
| Taylor Lautner  | Troy Lambert    |
| Rob Schneider   | Jamie           |
| Jackie Sandler  | Beth            |
| Tait Blum       | Connor Payton   |
| Gary Valentine  | Mitch Bizone    |
| Maxwell Simkins | Paulie          |
| Chloe Fineman   | stagiaire Emily |

## Productie
De opnames begonnen op 10 mei 2021 en eindigden op 6 juni 2021 in New Orleans. Op 18 mei 2021 werd gemeld dat Taylor Lautner, Rob Schneider, Jackie Sandler, Gary Valentine, Tait Blum, Maxwell Simkins, Jacob Perez, Bryant Tardy, Manny Magnus, Liam Kyle, Christopher Farrar, Merek Mastrov, Isaiah Mustafa, Christopher Titone, Ashley D. Kelley, Lavell Crawford, Allen Covert, Anthony L. Fernandez en Jared Sandler zich voegden bij de cast. De film werd geschreven door Chris Titone en Keith Blum en geproduceerd door Happy Madison Productions en Hey Eddie Productions. Op 15 december 2021 werd Rupert Gregson-Williams aangekondigd voor het schrijven van de originele filmmuziek.

## Release
De film ging in première op 28 januari 2022 op Netflix.

## Ontvangst
Op Rotten Tomatoes heeft Home Team een waarde van 21% en een gemiddelde score van 3,90/10, gebaseerd op 24 recensies. Op Metacritic heeft de film een gemiddelde score van 23/100, gebaseerd op 6 recensies.